# Jason Harris (cầu thủ bóng đá, sinh năm 1976)
Jason Harris (sinh ngày 24 tháng 11 năm 1976) là một cầu thủ bóng đá người Anh thi đấu ở Football League cho nhiều câu lạc bộ, trước khi xuống bóng đá non-League.